# 2024年パリパラリンピックのガンビア選手団
2024年パリパラリンピックのガンビア選手団は、2024年8月28日から9月8日までフランスのパリで開催された2024年パリパラリンピックガンビア選手団の名簿。

## 選手団
- 人員: 選手 2人
- 開会式旗手: マラング・タンバ、ファトゥ・サネー

## 種目別選手・スタッフ名簿及び成績

### 陸上
| 選手             | 種目         | 予選   | 予選       | 決勝     | 決勝     |
| 選手             | 種目         | 結果   | 順位       | 結果     | 順位     |
| ---------------- | ------------ | ------ | ---------- | -------- | -------- |
| マラング・タンバ | 男子100m T54 | 18秒13 | 13位 (7着) | 予選敗退 | 予選敗退 |
| ファトゥ・サネー | 女子100m T54 | 棄権   | 棄権       | 予選敗退 | 予選敗退 |